# Idioma protootomí
El proto-otomí es la protolengua o antecesor común a las diversas variantes de otomí existentes en la actualidad. Si bien el parentesco entre las diversas variantes de otomí resultó siempre claro y la compilación de datos reveló que el mazahua es muy cercano no existen fuentes directas del proto-otomí por lo que éste ha sido hipotéticamente reconstruido a partir de los datos históricos de las varidades existentes mediante los métodos de la lingüística histórica.

## Descripción lingüística

### Fonología
La reconstrucción de otomí empezó con los trabajos de Stanley Newman y Robert Weitlaner (1950) que fueron los primeros en estudiar las correspondencias fonéticas regulares entre las diversas variantes y propusieron un sistema fonológico de 20 consonantes y 13 vocales. Posteriormente Doris Bartholomew revisó el material usado por estos Newman y Weitlaner complementándolo con datos de otros dialectos otomíes y apreció que el sistema fonológico podía simplificarse a 16 consonantes ya que algunos de los fonemas postulados eran el resultado de grupos de consonantes o cambios fonéticos posteriores. el inventario reconstruido es el siguiente:
|             | Bilabial | Bilabial | Alveolar | Alveolar | Palatal | Palatal | Velar | Velar | Labio- Velar | Labio- Velar | Glotal | Glotal |
| ----------- | -------- | -------- | -------- | -------- | ------- | ------- | ----- | ----- | ------------ | ------------ | ------ | ------ |
| Nasal       | *m       | *m       | *n       | *n       | (*ñ)    | (*ñ)    |       |       |              |              |        |        |
| Oclusiva    | *p       | *b       | *t       | *d       |         |         | *k    | *g    | *kʷ          | *w           | *ʔ     | *ʔ     |
| Fricativa   |          |          | (*s), *z | (*s), *z | *š      | *š      | *x    | *x    |              |              | *h     | *h     |
| Africada    |          |          | *c       | *c       | (*č)    | (*č)    |       |       |              |              |        |        |
| Líquida     |          |          | (*r)     | (*r)     |         |         |       |       |              |              |        |        |
| Aproximante |          |          |          |          | *y      | *y      |       |       | w            | w            |        |        |

Los fonemas de la tabla anterior son los reconstruidos por Newman y Weitlaner (NW), y los fonemas entre paréntesis son los que Bartholomew (B) aduce son resultados secundarios:
1. /*č/ (=AFI t͡ʃ) en los cognados identificados por NW casi siempre el resultado del grupo /*n+š/ o como resultado de palatalización afectiva de /*c/ (=AFI t͡s)
2. /*s/ sería el resultado secundario de los grupos /*ch/ como muestra el dialecto de Tlacotlapilco o el resultado marginal de /*c/ en algunas pocas palabras.
3. /*ñ/ (=AFI ɲ) puede explicarse como el resultado de /*y/ seguida de una vocal nasal o el resultado de /*n+y/.
4. /*r/ (=AFI *ɾ) es un caso más complejo, resultando un desarrollo posterior del grupo /*ʔ+n/ y de cambios fonéticos desnasalización que afectaron sólo a algunos dialectos otomíes.